# Odontolabis katsurai
Odontolabis katsurai là một loài bọ cánh cứng trong họ Lucanidae. Loài này được Ikeda mô tả khoa học năm 1999.